# Zoldo Alto
Zoldo Alto es una localidad italiana de la provincia de Belluno, región de Véneto, en el corazón de los Dolomitas Bellunes entre las cimas del Pelmo y del Civetta, con 1.074 habitantes.
Es uno de los principales puertos de acceso al complejo de esquí Ski Civetta (unos 80 km de pistas).
Junto al turismo invernal y veraniego, la economía de Zoldo Alto está basada en los helados artesanales, realizados por los hábiles artesanos locales y que se venden en numerosas tiendas repartidas entre Alemania y otros países de la Europa central.
Las espléndidas tabià (graneros tradicionales) son hoy a menudo transformadas en viviendas de lujo destinadas sobre todo a los turistas, aunque todavía se pueden encontrar muchas destinadas a su función originaria. 
La lengua zoldana pertenece al grupo ladino, pero con la presencia de caracteres lingüísticos propios del dialecto véneto. 
El territorio está compuesto esencialmente por dos valles:
- El principal desciende de la Forcella Staulanza (1783 m sobre el nivel del mar) y está recorrido por el torrente Maè.
- El valle de Goima desciende desde el Passo Duran (1605 m) y está recorrido por el torrente Mojazza.

Zoldo Alto está formado por cuatro partidos: Cordelle, Gavaz, Chiesa y Molin. A diferencia del antiguo valle principal recorrido por el torrente Maè, ha mantenido su originario aspecto áspero y salvaje.

## Evolución demográfica
| Gráfica de evolución demográfica de Zoldo Alto entre 1861 y 2001 |
|                                                                  |
| Fuente ISTAT - elaboración gráfica de Wikipedia                  |

## Deportes
El 19 de mayo de 2005, la undécima etapa del Giro de Italia concluyó en Zoldo Alto con la victoria de Paolo Savoldelli.